# Ģirts Karlsons
Pour les articles homonymes, voir Karlsons.
Ģirts Karlsons est un footballeur international letton né le 7 juin 1981 à Liepāja.

## Palmarès
- Coupe de Lettonie : 2017